# Hans-Georg Reimann
Pour les articles homonymes, voir Reimann.
Hans-Georg Reimann (né le 21 août 1941 à Stariškė) est un athlète allemand spécialiste de la marche athlétique, et plus particulièrement du 20 kilomètres marche. Licencié au SC Dynamo Berlin, il mesure 1,80 m pour 65 kg.

## Carrière

### Palmarès
| Date | Compétition              | Lieu     | Résultat | Épreuve      | Performance       |
| ---- | ------------------------ | -------- | -------- | ------------ | ----------------- |
| 1962 | Championnats d'Europe    | Belgrade | 2e       | 20 km marche | 1 h 36 min 14 s 2 |
| 1968 | Jeux olympiques d'été    | Mexico   | 7e       | 20 km marche | 1 h 36 min 31 s 4 |
| 1969 | Championnats d'Europe    | Athènes  | 5e       | 20 km marche | 1 h 33 min 04 s 0 |
| 1970 | Coupe du monde de marche | Eschborn | 1er      | 20 km marche | 1 h 26 min 55 s   |
| 1971 | Championnats d'Europe    | Helsinki | 5e       | 20 km marche | 1 h 28 min 56 s 8 |
| 1972 | Jeux olympiques d'été    | Munich   | 3e       | 20 km marche | 1 h 27 min 16 s 6 |
| 1973 | Coupe du monde de marche | Lugano   | 1er      | 20 km marche | 1 h 29 min 31 s   |
| 1976 | Jeux olympiques d'été    | Montréal | 2e       | 20 km marche | 1 h 25 min 14 s   |

### Records
| Épreuve      | Performance     | Lieu     | Date |
| ------------ | --------------- | -------- | ---- |
| 20 km marche | 1 h 25 min 14 s | Montréal | 1976 |